# 伪石叶藻属
伪石叶藻属（学名：Pseudolithophyllum）为珊瑚藻科的一属红藻。

## 下级分类
本属包括以下物种：
- Pseudolithophyllum album Pfender
- Pseudolithophyllum neofarlowii